# Lantzia carinata
Lantzia carinata је пуж из реда Hygrophila и фамилије Lymnaeidae.

## Угроженост
Ова врста је крајње угрожена и у великој опасности од изумирања.

## Распрострањење
Ареал врсте је ограничен на острво Реинион.

## Станиште
Станиште врсте су слатководна подручја.